# 1925 a filmművészetben

## Események
- január 9. – Cecil B. DeMille rendező Zukor Adolffal való nézeteltérései miatt otthagyja  a Paramountot és független producer lesz.
- január 24. – Léghajóból filmfelvétel készül a napfogyatkozásról.
- január. – Hevesy Iván filmesztéta könyvet jelentet meg A filmjáték esztétikája és dramaturgiája címmel.
- március – Eizenstein elkezdi a Patyomkin páncélos forgatását.
- június 25. – A Warner testvérek a hangtűs eljárást fejlesztik, s ezt vitafonnak nevezik el.
- július 15. – Georges-Michael Coissac megjelenteti Párizsban a L'Histoire du Cinématographie című első összefoglaló filmtörténeti könyvet.
- augusztus 24. – A magyar népjóléti minisztérium kibocsátja a Filmipari Alapról szóló rendeletét. A forgalmazók minden harmincadik külföldi film után kötelesek egy magyar film forgatását finanszírozni.
- szeptember 17. – Berlinben megjelenik az első Ufa híradó.
- november 1. – A Warner Brothers felvásárolja a Vitagraph vállalatot.
- december 19. – Berlinben megalapul a Prometheus filmgyártó vállalat. Szovjet avantgárd filmeket terjesztenek Németországban.
- Greta Garbo az Amerikai Egyesült Államokba költözik.
- Londonban is létrejön a Film Society.

## Sikerfilmek
1. Ben-Hur – rendező Fred Niblo
2. His People – rendező Edward Sloman
3. The Unholy Three – rendező Tod Browning
4. The Freshman – rendező Fred C. Newmeyer

## Magyar filmek
- Forgács Antal – Az elhagyottak
- Gaál Béla – Rongyosok

## Filmbemutatók
- Ben-Hur, főszereplő Ramon Novarro
- Lángbaborult világ (The Big Parade), rendező King Vidor
- Braveheart, főszereplő Rod La Rocque
- The Eagle, főszereplő Rudolph Valentino
- The Freshman, főszereplő Harold Lloyd
- Go West, főszereplő Buster Keaton
- Aranyláz, Charlie Chaplin filmje
- His People
- The Lost World, főszereplő Bessie Love és Wallace Beery
- The Merry Widow, főszereplő Mae Murray, rendezte Erich von Stroheim
- The Monster, főszereplő Lon Chaney
- Az Operaház fantomja, főszereplő Lon Chaney
- The Plastic Age – rendező Wesley Ruggles, forgatókönyvíró Frederica Sagor Maas, főszereplő Clara Bow és Gilbert Roland
- Tumbleweeds, főszereplő William S. Hart
- The Unholy Three, főszereplő Lon Chaney
- Wizard of Oz, főszereplő Dorothy Dwan
- Bánatos utca (Die freudlose Gasse), rendező Georg Wilhelm Pabst, főszereplő Asta Nielsen, Greta Garbo
- Patyomkin páncélos, rendező Szergej Eisenstein
- Sztrájk, rendező Szergej Eisenstein
- Lady Windermere legyezője, rendező Ernst Lubitsch

## Rövid film sorozatok
- Buster Keaton (1917–1941)
- Our Gang (1922–1944)

## Születések
- január 9. – Lee van Cleef, színész († 1989)
- január 13. – Gwen Verdon, színésznő, táncos († 2000)
- január 16. – Inke László, színész († 1992)
- január 26. – Paul Newman, színész († 2008)
- február 8. – Jack Lemmon, színész († 2001)
- február 11. – Kim Stanley, színésznő († 2001)
- február 17. – Hal Holbrook, színész
- február 18. – George Kennedy, színész († 2016)
- február 20. – Robert Altman, rendező († 2006)
- február 21. – Sam Peckinpah, rendező († 1984)
- február 23. – Renato De Carmine, színész
- március 17. – Gabriele Ferzetti, színész
- március 28. – Alberto Grimaldi, producer
- április 2. – George MacDonald Fraser, forgatókönyvíró († 2008)
- április 14. – Rod Steiger, színész († 2002)
- április 19. – Hugh O'Brian, színész († 2016)
- május 30. – Miklósy György, színész († 2007)
- június 3. – Tony Curtis, színész († 2010)
- június 4. – Harag György, színész († 1985)
- június 14. – Darvas Iván, színész († 2007)
- július 1. – Farley Granger, színész († 2011)
- július 9. – Keres Emil, színész († 2016)
- július 19. – Raksányi Gellért, színész († 2008)
- július 20. – Lola Albright, színésznő
- július 30. – Szatmári István, színész († 1988)
- augusztus 23. – Robert Mulligan, rendező († 2008)
- szeptember 8. – Peter Sellers, színész († 1980)
- szeptember 29. – Zsurzs Éva, rendező († 1997)
- október 3. – Gore Vidal, író, színész († 2012)
- október 4. – Kállai Ferenc, színész († 2010)
- október 4. – Marlen Hucijev grúziai születésű oroszországi filmrendező, forgatókönyvíró († 2019)
- október 5. – Gail Davis, színésznő († 1997)
- november 10. – Richard Burton, színész († 1984)
- november 17. – Rock Hudson, színész († 1987)
- december 8. – Sammy Davis Jr., énekes, táncos, színész († 1990)
- december 13. – Dick Van Dyke, színész
- december 23. – Makk Károly, filmrendező
- december 27. – Michel Piccoli francia színész
- december 28. – Hildegard Knef, színésznő († 2002)

## Halálozások
- február 26. – Louis Feuillade, francia rendező
- október 31. – Max Linder, francia színész (* 1883)